# Last Days and Time
Albums de Earth, Wind & Fire
The Need of Love
(1971) Head to the Sky
(1973)
Singles
1. Mom
Sortie : 22 novembre 1972
2. Where Have All the Flowers Gone
Sortie : 20 février 1973

Last Days and Time est le troisième album studio du groupe américain Earth, Wind and Fire, sorti en octobre 1972 chez Columbia Records. Il est produit par Joe Wissert. C'est le premier album du groupe paru sur le label Columbia.

## Liste des titres
| 1. | Time Is on Your Side | - Roland Bautista - Maurice White - Verdine White | 3:41 |
| 2. | Interlude            | Maurice White                                     | 0:23 |
| 3. | They Don't See       | Mark Davis                                        | 3:31 |
| 4. | Interlude            | Maurice White                                     | 0:23 |
| 5. | Make It with You     | David Gates                                       | 3:26 |
| 6. | Power                | Maurice White                                     | 8:14 |

| 7.  | Remember the Children           | - Bautista - Maurice White - Verdine White | 4:03 |
| 8.  | Interlude                       | Maurice White                              | 0:52 |
| 9.  | Where Have All the Flowers Gone | Pete Seeger                                | 4:52 |
| 10. | I'd Rather Have You             | Skip Scarborough                           | 4:40 |
| 11. | Mom                             | - Maurice White - Verdine White            | 5:49 |

## Crédits
- Maurice White – chant, batterie, kalimba
- Verdine White – chant, basse, percussion
- Philip Bailey – chant, congas, percussion
- Jessica Cleaves – chant
- Roland Bautista – guitares acoustique et électrique
- Larry Dunn – piano, orgue, clavinet
- Ronnie Laws – flûte, saxophones soprano et ténor
- Ralph Johnson – batterie, percussion

Production
- Joe Wissert – producteur
- Kent Nebergall – ingénieur du son
- Al Schmitt – ingénieur du son, remix
- Johnny Golden et Bob MacCloud Jr. – mastérisation
- Mati Klarwein  – conception
- Roland Charles – photographie

Crédits adaptés des livrets de l'album.

## Classements
| Classement (1973)          | Meilleure position |
| -------------------------- | ------------------ |
| États-Unis (Billboard 200) | 87                 |
| États-Unis (Top Soul LPs)  | 15                 |

| Classement (1979)                      | Meilleure position |
| -------------------------------------- | ------------------ |
| Royaume-Uni (Blues & Soul Soul Albums) | 9                  |